# (33046) 1997 UF2
1997 يو أف 2 (ويعرف أيضًا باسم (33046) 1997 يو أف 2 وفق تسمية الكوكب الصغير) (بالإنجليزية: 1997 UF2)‏ هو كويكب ضمن حزام الكويكبات؛ وترتيبه 33046 من حيث الاكتشاف.
اكتُشف هذا الجُرم الفلكي بواسطة تاكيشي أوراتا ‏ في 21 أكتوبر 1997.

## وصلات خارجية
- (33046) 1997 UF2 في قاعدة بيانات مختبر الدفع النفاث لأجرام النظام الشمسي الصغيرة

- الاكتشاف · مخطط المدار ·  العناصر المدارية · المعلمات المادية

- (33046) 1997 UF2 على موقع ويكي سكاي: DSS2, SDSS, GALEX, IRAS, Hydrogen α, X-Ray, Astrophoto, Sky Map, Articles and images